# Likiep
Likiep (deutsch veraltet: Graf Heyden-Inseln) ist ein Atoll der Ratak-Kette der Marshallinseln. Das Atoll hat eine Landfläche von 10,28 km², die eine Lagune von 424 km² Größe umschließt. Likiep liegt 65 km nordwestlich des Wotje-Atolls. Die höchste Erhebung des Atolls liegt 10 m über dem Meeresspiegel, sie galt lange auch als die höchste der Marshallinseln. Auf dem Atoll leben 228 Einwohner (Stand 2021).

## Geschichte

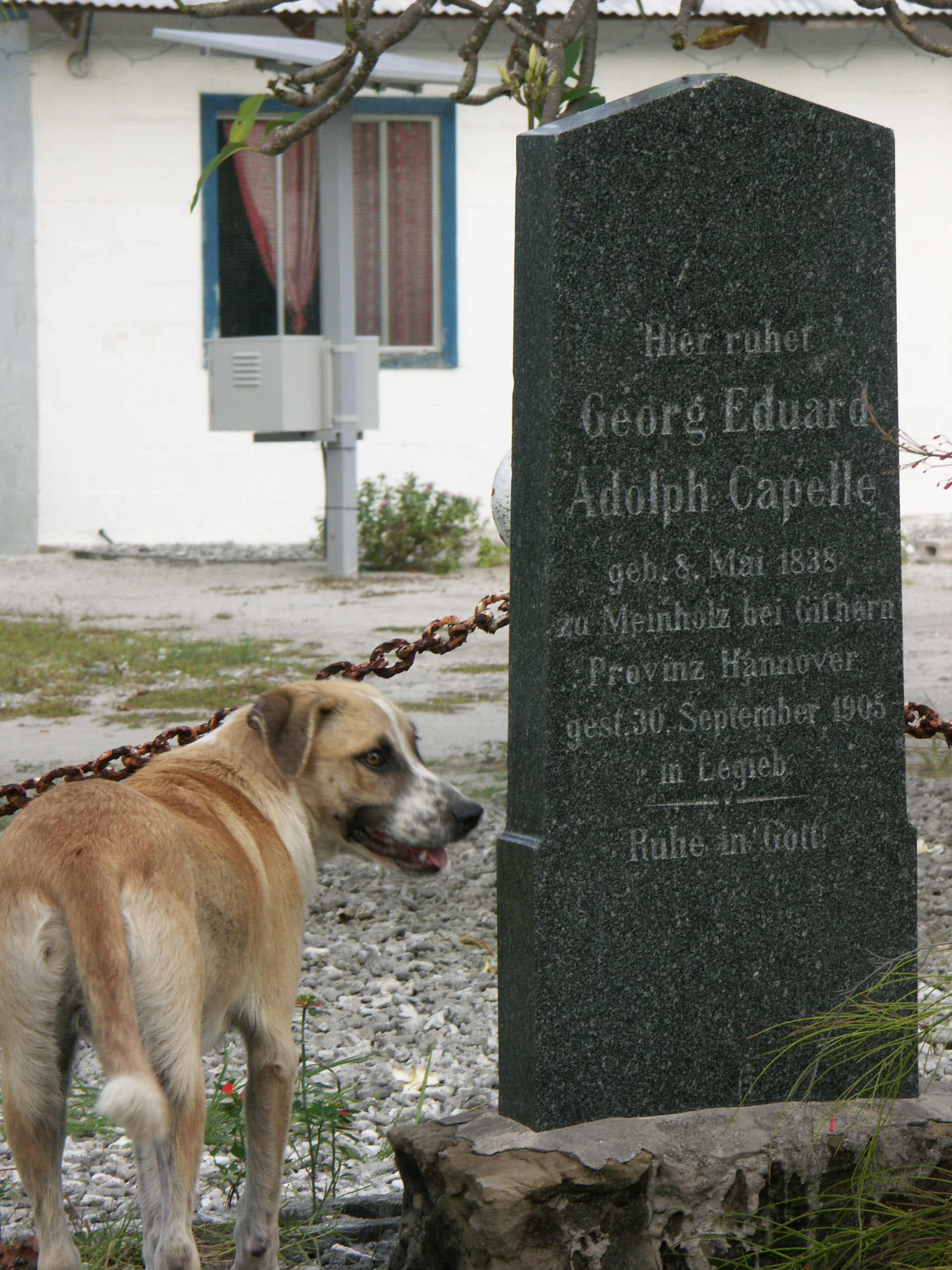
Grabmal Capelles

Die Geschichte des Atolls ist sehr eng mit deutschen Kolonisationsbestrebungen im Pazifikraum verbunden. So wird auf Likiep schon seit Ende des 19. Jahrhunderts Kopra für den Export produziert. Die Kopraproduktion wurde maßgeblich durch zwei europäische Familien gefördert. Zum einen die deutsche Familie Capelle und zum anderen die portugiesische deBrum. 15 Häuser und eine deutsche katholische Kirche, die im Zeitraum von 1880 bis 1937 auf dem Atoll errichtet wurden, zeugen vom großen Einfluss der Europäer, vor allem in architektonischer Hinsicht. Die historischen Gebäude stehen auf der Tentativliste des UNESCO-Weltkulturerbes. Sie symbolisieren den sozioökonomischen Wandel der mikronesischen Gesellschaft, die auf Tauschhandel und traditioneller Religion beruht, hin zur kapitalistisch-christlichen Gesellschaft des 19./20. Jahrhunderts.
Wirtschaftliche Bedeutung haben heute die Kopraproduktion, der Tourismus und der weltweite Export von seltenen Speisefischen wie dem Gelbflossen-Thun und typischen Korallenriff-Fischen. Das Atoll befindet sich bis heute zum Teil im Besitz der Nachkommen von Georg Eduard Adolph Capelle und seiner Frau Limenwa (Sophie von Ebon).
Auf der Insel existiert ein Flugfeld (IATA-Code: LIK).

## Persönlichkeiten
- Georg Eduard Adolph Capelle (1838–1905) war der erste deutsche Händler und Unternehmer auf den Marshallinseln, auf Likiep verstorben.